# Зихрон-Яаков
Зихро́н-Яако́в (ивр. זכרון יעקב‎) — крупный населённый пункт в Израиле на хребте Кармель неподалёку от Хайфы.
Это одно из первых еврейских поселений в Эрец-Исраэль (Стране Израиля) в новой истории, основанное в 1882 на деньги барона Ротшильда и названное так в память о его отце Джеймсе. Здесь поселились евреи из Румынии и начали выращивать виноград и производить вино. Зихрон-Яаков — родина израильского виноделия.
На главной улице города оставлены старые дома с черепичными крышами и хозяйственными дворами.
Главные туристические объекты — винный завод «Кармель мизрахи» (экскурсия в погреба и дегустация вин) и парк «Ган ха-Надив» («Сад щедрого»), посвященный памяти барона Ротшильда.

## Примечания

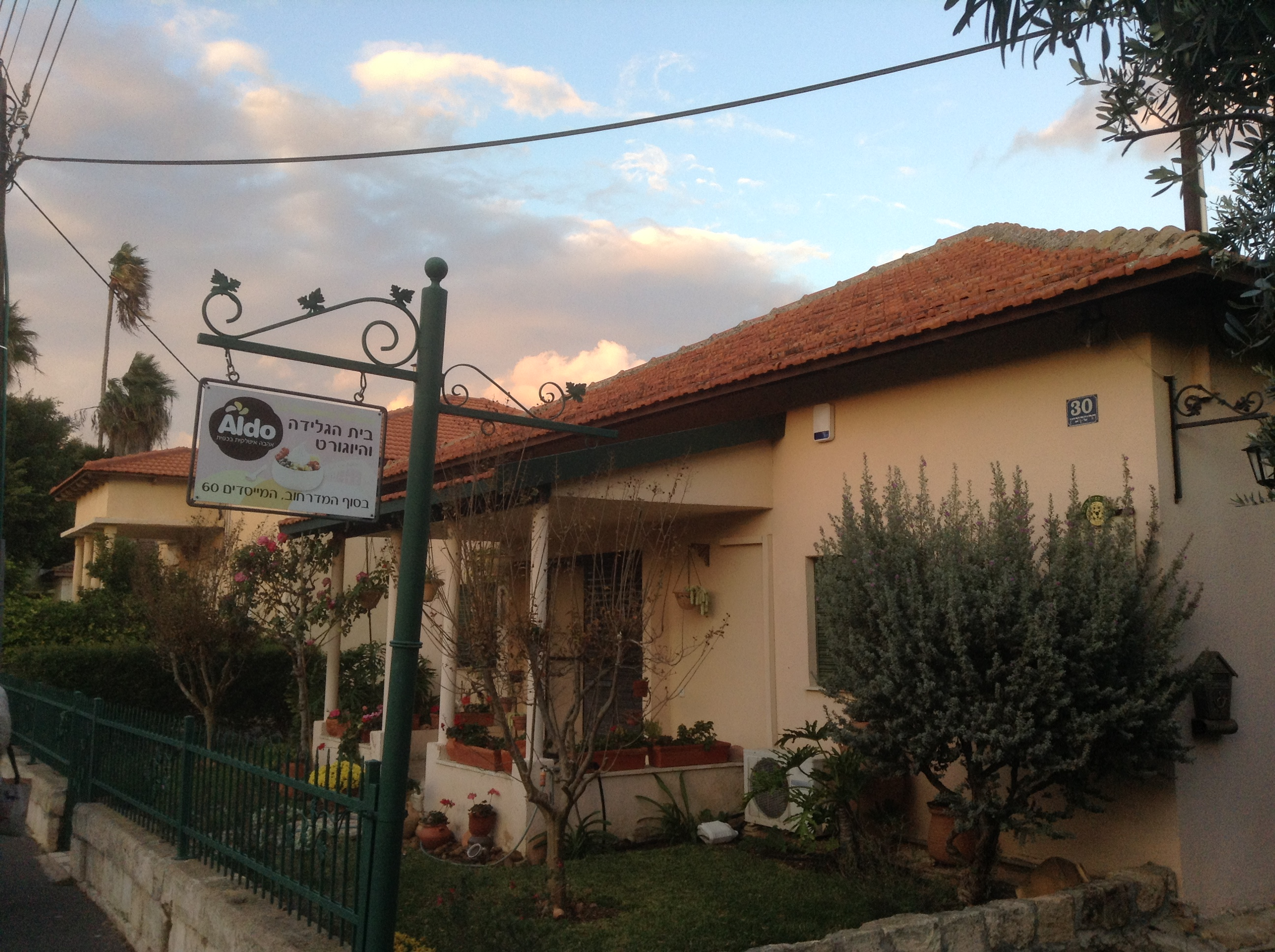
Дома в Зихрон-Яакове

## Население
По данным Центрального статистического бюро Израиля, население на начало 2020 года составляло 23 206 человек.